# Geografia Chinei
Republica Populară Chineză este a doua țară ca mărime din lume, după suprafața uscatului, în urma Rusiei.

## Granitele
Granița din nord este zidul cu Mongolia.

## Relief

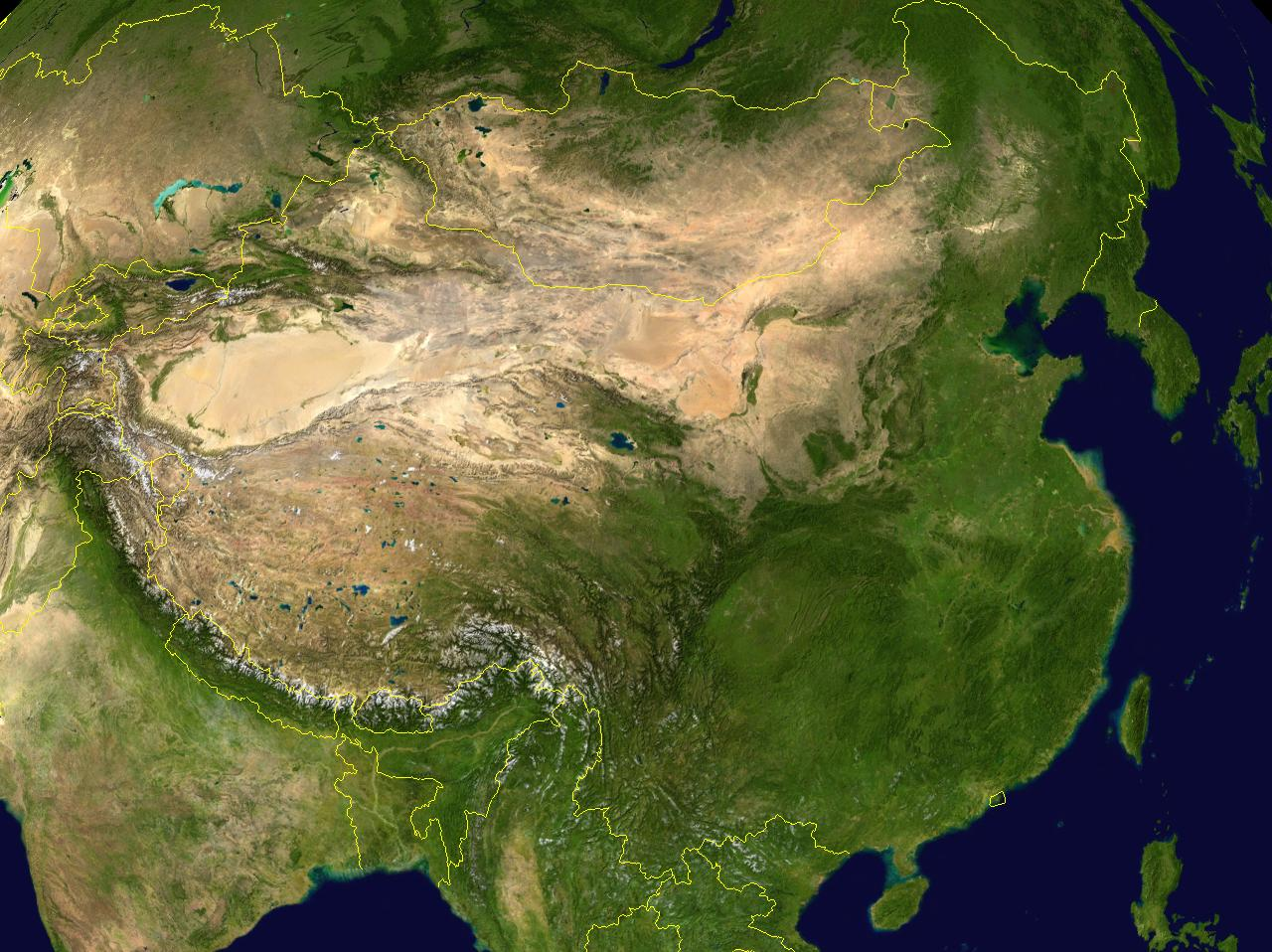
China văzută din satelit.

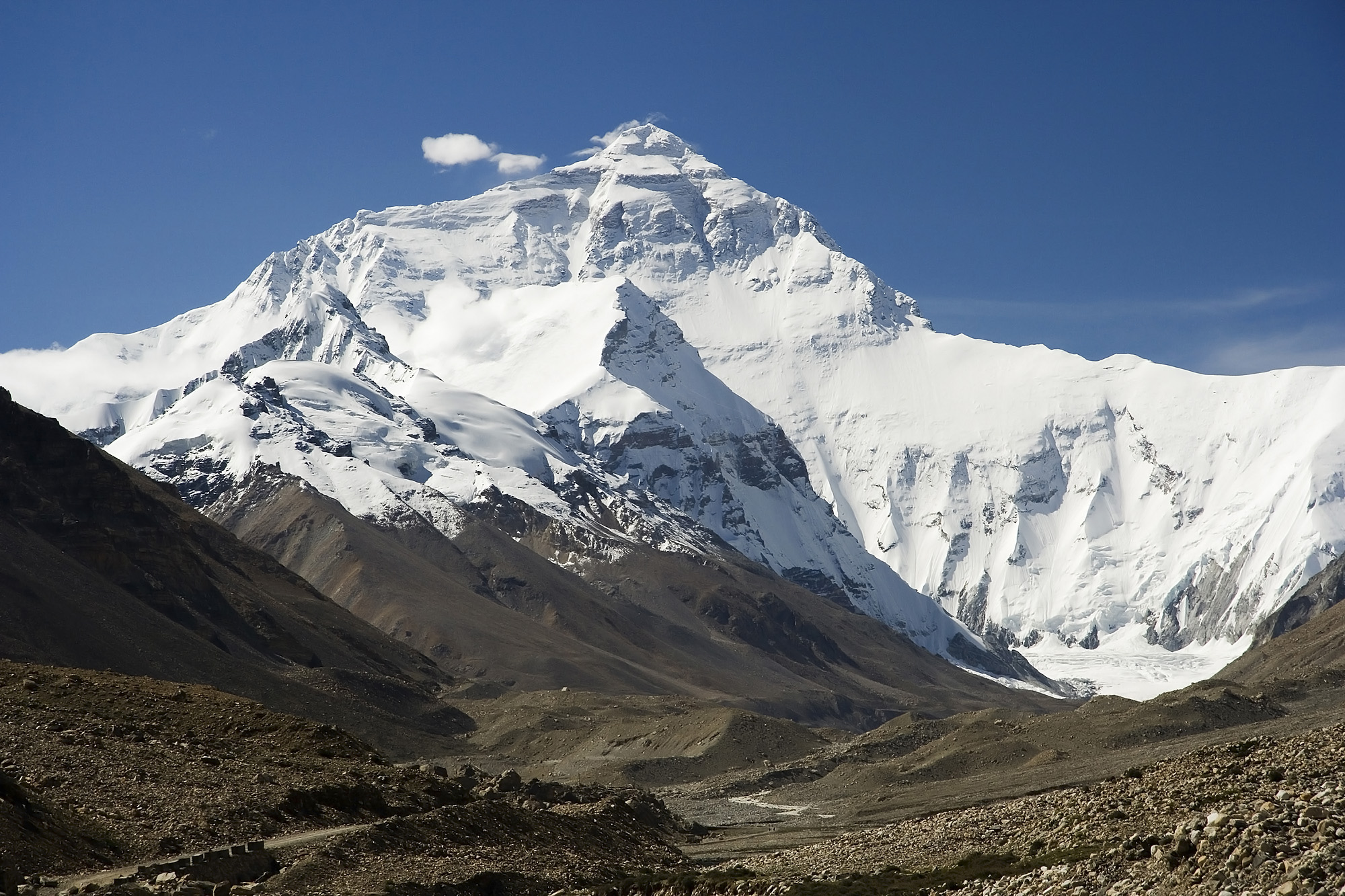
Vârful Everest.

Relieful Chinei este foarte variat, predominând munti foarte înalti si podișuri întinse. Există, de asemenea, podișuri joase, depresiuni cu deșerturi si câmpii netede. Relieful Chinei are una dintre caracteristicile importante ale reliefului Asiei: treptele de relief principale sunt completate de alte trepte de relief - podișuri înalte (Tibet), depresiuni interioare, podișuri cu munți tociți (China de Sud-Est). Specificul său deosebit de existența pe mari întinderi din nordul si nord-estul țării a unor mari acumulări de loess; acestea pot ajunge la grosimi de 200 m și pot fi continue pe mari suprafețe (Podișul de Loess).

## Climă
China este situată în Asia de Est. La est China este spălată de către mările de vest ale Oceanului Pacific. Suprafața Chinei este de 9.6 milioane km ². China este cea mai mare țară din Asia și a treia cea mai mare țară din lume, după Rusia și Canada. Pe teritoriul Chinei, exista mai multe tipuri de clima.
Lungimea totală a frontierelor terestre din China este de 22 117 km, fiind vecină cu 14 țări. Coasta maritimă a Chinei se întinde de la granita cu Coreea de Nord, în nord, cu Vietnam la sud și are o lungime de 14 500 km. China este marginita de Marea Chinei de Est, Golful Corean, Marea Galbenă și Marea Chinei de Sud. Taiwan este separat de continent prin strâmtoarea Taiwan. 
Cea mai mare parte a Chinei se află într-o zonă moderată, cu anotimpuri distincte. Există diferențe de climă care se datorează musonilor, extinderii suprafețelor de uscat și diferențelor considerabile în altitudine. În timp ce în China centrala și de sud-est este, în general, cald și umed, în nord și nord-est este relativ uscat.
China ajunge până la 35° latitudine, fapt care produce o mare variație în ceea ce privește climatul regional. În multe zone, vara este fierbinte și ploioasă, cu un mare grad de umiditate, și iarna este uscată. În China de nord, mai mult de 80% din precipitații cad în lunile de vară, dar numai 40% din precipitațiile anuale au loc în China de sud în aceeași perioadă. 
În China de sud-est, în timpul anotimpului ploios, perioada iulie-septembrie, au loc taifunuri frecvente. La nord de Chang Jiang (Râul Yangzi) iarna este extrem de rece.
Partea de nord-est are veri fierbinți și uscate, și ierni lungi și reci. Verile din zonele deșertice din Xinjiang și Mongolia interioară sunt, de asemenea, fierbinți și uscate, iar iernile reci și uscate. În China centrală, verile sunt fierbinți și umede, cu multe precipitații în lunile de sfârșit de vară. În regiunile joase din Yangzi, iarna este într-un fel mai blândă decât în zonele centrale ale Chinei, cu munții loess, sau în Sichuan, care este înconjurat de munți. În regiunile din jurul Beijing-ului, Xi’an și Zhenghou, se pot isca furtuni de nisip iarna și primăvara.
În podișul Tibet-Qinghai (altitudinea medie: 4000 m), vara este scurtă, moderată și caldă, în timp ce iernile pot fi extrem de reci: nu prea sunt precipitații în timpul anului și diferențele de temperatură zi/noapte sunt mari. Un climat blând, cu veri calde și ierni răcoroase predomină în general în podișul înalt Yunnan-Guizhou; aici nu prea sunt precipitații și înghețurile sunt rare.
China centrală are o climă subtropicală. Ploile cad regulat de-a lungul întregului an; verile sunt lungi, umede și călduroase, iar iernile sunt scurte, cu temperaturi mai scăzute.
China încadrează o mare varietate de forme de relief și varietate corespunzătoare de resurse naturale. În general, cele mai mari înălțimi de pe teritoriul Chinei se găsesc în vest, unde se află unii dintre cei mai înalți munți de pe Pământ. Trei dintre aceștia, munții Tien Shan, Kunlun și Qinling, datează din perioada Paleozoică de ridicare muntoasă (orogeneză), care a început în perioada Carboniferă și s-a terminat în perioada Permiana, când toate porțiunile de pământ ale Terrei s-au unit pentru a forma un singur supercontinent, Pangaea. Munții Himalaya, sunt de origine mai recentă. S-au format când sedimentele odată depozitate într-o mare mezozoică, numite “tethys”, au fost strânse într-un loc și ridicate la suprafață datorită coliziunii Indiei cu Eurasia, eveniment ce a început în timpul epocii Oligocene a perioadei Tertiare, în urmă cu aproximativ 40 milioane de ani.
Numeroasele tipuri de munți ale țării închid o serie de platouri și bazine, care furnizează o considerabilă sursă de apă si resurse minerale. Varietatea de tipuri climatice, de la subpolară la tropicală și incluzând mari zone alpine și deșertice, suportă o magnifică viață animală și o deosebita floră.

## Vegetația
În ultima vreme în rezervația naturală de pe muntele Gaoligong, din provincia Yunnan, sud-vestul Chinei, a fost descoperită o pădure primitivă formată dintr-o specie de arbore, numit Taiwania flousicina . Potrivit administratorului rezervației naturale, pădurea se extinde pe suprafață de peste 200 de hectare. Acest arbore are o înălțime de 40 de metri. Un expert în silvicultură a declarat corespondentului nostru că Taiwania flousicina este un arbore din categoria B de protecție din China. Este o specie din familia de brad taiwanez. În afară de Taiwan, arborele este răspândit în județele Lingchang și Fengqing, din provincia Yunnan. Coroana sa are formă conică și scoarța este brună-gri. Straturile superficiale ale lemnului sunt galbene și albe, iar miezul este roșiatic și brun. Masa lemnoasă este ușoară și moale. Lemnul este rezistent, având fibre drepte și fiind ușor de prelucrat. Este un arbore prețios, folosit la ornamentări. Arborele crește rapid și are o mare valoare economică. 
Arborii descoperiți pe muntele Gaoligong se înmulțesc prin semințe. În județul Fengqing, în 1918, existau 31 de specii, cu peste 300 de arbori, iar în comuna Fengxiang exista doar o specie de arbori, fiecare cu o vârstă de peste 400 de ani.

## Fauna

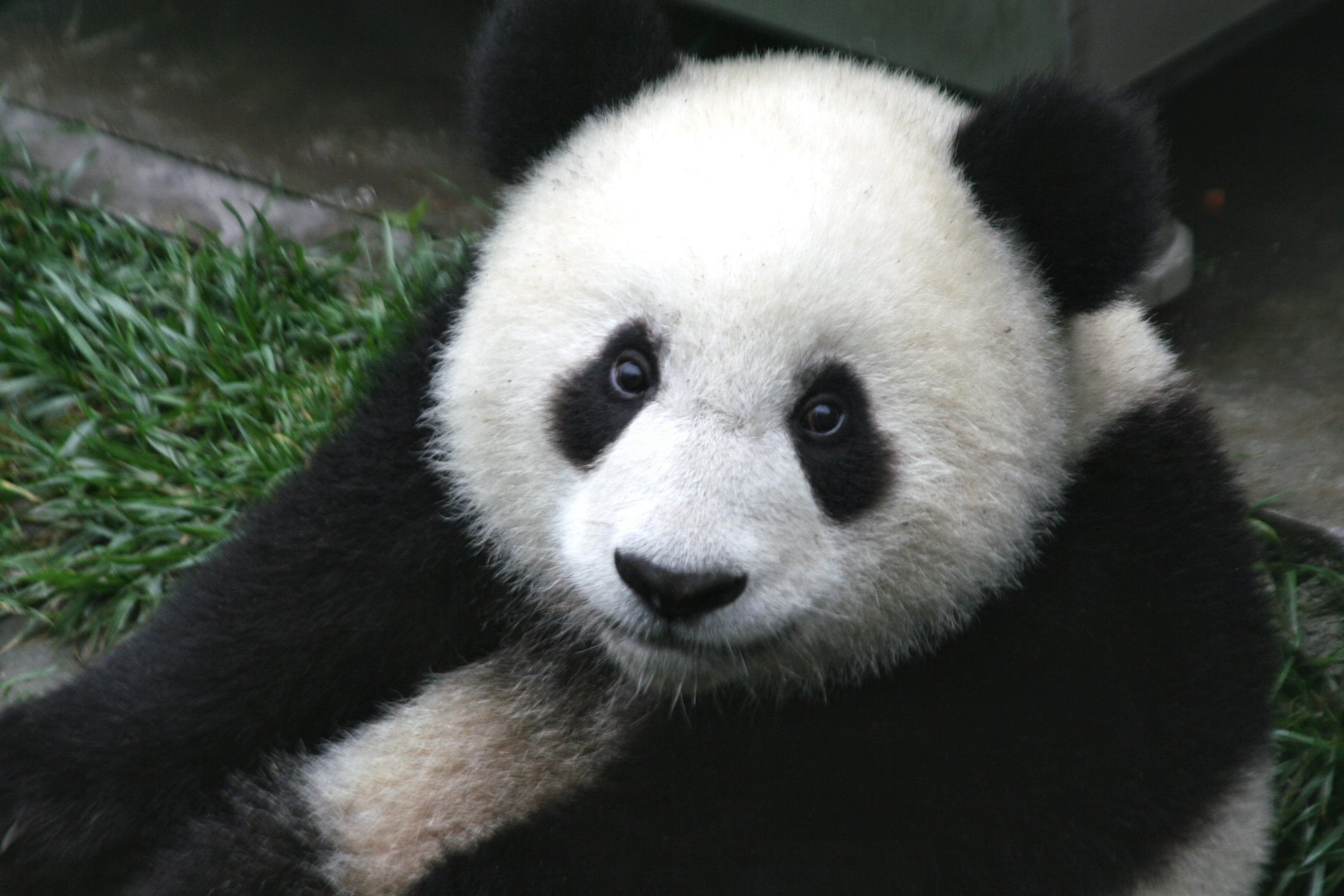
Urs Panda.

Fauna Chinei este foarte bogată si variată. Pentru ocrotirea elementelor rare de floră si faună, pe teritoriul Chinei există peste 100 parcuri naturale. Printre animalele ocrotite, cel mai cunoscut este ursul panda. Fauna pădurii este rară și adaptată frigului: mamifere cu blană deasă, mai ales ursul brun, erbivore care vin iarna din tundră, păsări care sosesc vara din sud, multe furnici și mulți țânțari vara. Taigaua e bogată în animale cu blană ca: samurul, veverița, vulpea, hermina. Ea mai e și casa ursului, șobolanului cu miros de mosc și a lupului.

## Geologie
China este afectată periodic de seisme. Unul dintre cele mai puternice a făcut, oficial, peste 242.000 de morți în 1979, la Tangshan, dar experții occidentali vorbesc de 700.000 de morți.